# Pico Meirinho
El Pico Meirinho (en español: Pico Meriño) es una montaña localizada en el interior de la isla de San Miguel en el archipiélago de las Azores, Portugal.
Este accidente geológico tiene su punto más alto a 659 metros de altitud sobre el nivel del mar y tiene ne sus proximidades al Pico de El-Rei y al Estanque de San Brás. Junto a sus faldas corre la Ribera de Cafua que drena parte de sus laderas.